# Лонате-Поццоло
Лонате-Поццоло (італ. Lonate Pozzolo) — муніципалітет в Італії, у регіоні Ломбардія, провінція Варезе.
Лонате-Поццоло розташоване на відстані близько 510 км на північний захід від Рима, 38 км на північний захід від Мілана, 25 км на південь від Варезе.
Населення — 11 949 осіб (2014).

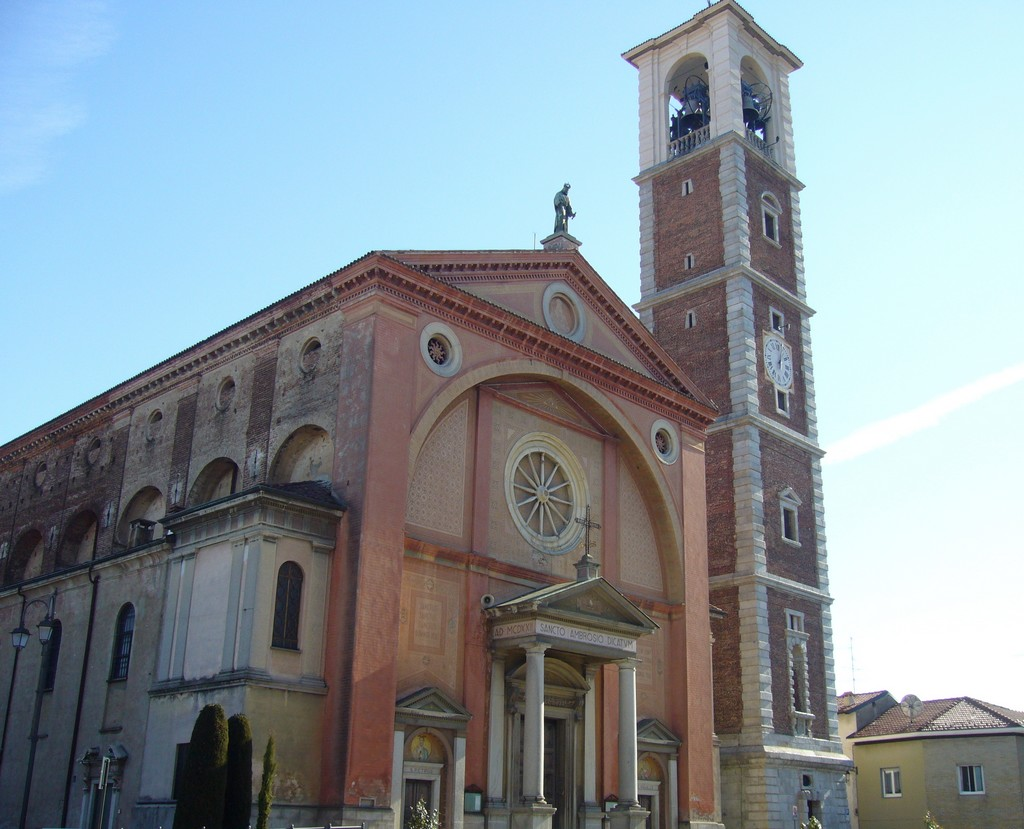

Щорічний фестиваль відбувається 7 грудня. Покровитель — Sant'Ambrogio.

## Демографія
Населення за роками:

Станом на 1 січня 2023 року в муніципалітеті офіційно проживало 967 іноземців з 62 країн, серед них 138 громадян країн Євросоюзу та 50 громадян України.

## Сусідні муніципалітети
- Беллінцаго-Новарезе
- Кастано-Примо
- Ферно
- Нозате
- Оледжо
- Самарате
- Ванцагелло
- Віццола-Тічино